# Wilhelm Claus (Pfarrer)
Wilhelm Friedrich Claus (* 8. Juli 1836 in Brettach; † 26. Januar 1890 in Strümpfelbach) war ein württembergischer evangelischer Pfarrer und Erweckungsprediger.

## Leben und Wirken
Wilhelm Claus studierte nach dem Besuch des evangelischen Seminars Urach an der Universität Tübingen Theologie. Nach dem Abschluss seines Studiums im Jahre 1858 und dem nachfolgenden Vikariat war er von 1860 bis 1863 Vikar in Würtingen, Pfarrverweser in Eybach (1864/65), Pfarrvikar in Erpfingen (1866) auf der Schwäbischen Alb und in Holzheim (1867), Pfarrverweser in Altenburg (1867/68), Pfarrer in Ohnastetten (1868/69) und in Würtingen (1875–79). Von 1879 bis 1886 hatte er die Pfarrstelle in Mössingen-Belsen und von 1886 bis zu seinem Tod 1890 in Strümpfelbach inne.
Claus, der als Asthmatiker gesundheitlich angeschlagen war, wirkte in seinen Pfarrgemeinden gleichwohl als Erweckungsprediger, dessen Gottesdienste stark besucht waren. Am Herzen lag ihm auch die Förderung der pietistischen Privatversammlungen ("Stunden"). Neben seinem Pfarramt machte sich Claus durch zahlreiche, meist biographische Veröffentlichungen zur württembergischen Kirchengeschichte einen Namen. Die von ihm verfassten beiden ersten Bände der Reihe "Württembergische Väter" erreichten einen weiten Leserkreis.

## Schriften
- Leben und Wirken des Georg Müller in Bristol. Spittler, Basel 1869 (4. Auflage 1891).
- Dr. Ludwig Krapf, weil. Missionar in Ostafrika. Ein Lebensbild aus unseren Tagen. Spittler, Basel 1882.
- Von Bengel bis Burk. Bilder aus dem christlichen Leben Württembergs (= Württembergische Väter, Bd. 1). Verlag der Vereinsbuchhandlung, Stuttgart 1887 (3. Aufl. 1926).
- Von Brastberger bis Hofacker. Bilder aus dem christlichen Leben Württembergs (= Württembergische Väter, Bd. 2). Verlag der Vereinsbuchhandlung, Stuttgart 1888 (3. Aufl. 1933 unter dem Titel: Von Brastberger bis Dann).
- Annagraitle. Züge aus dem Leben einer Stillen im Lande. Verlag der Vereinsbuchhandlung, Calw 1889.
- Kätherle Ruckwied von Mägerkingen. Verlag der Vereinsbuchhandlung, Calw 1889.
- Blicke ins Jenseits. Während seiner Krankheit im Jahre 1873 gesehen und nachher niedergeschrieben. Philadelphia-Verlag, Leonberg 1981 (erschien erstmals 1873).